# Hamrånge distrikt
Hamrånge distrikt är ett distrikt i Gävle kommun och Gävleborgs län. Distriktet ligger omkring Bergby i östra Gästrikland. 

## Tidigare administrativ tillhörighet
Distriktet inrättades 2016 och utgörs av en del av området som Gävle stad omfattade till 1971, delen som före 1969 utgjorde Hamrånge socken.
Området motsvarar den omfattning Hamrånge församling hade 1999/2000.

## Tätorter och småorter
I Hamrånge distrikt finns två tätorter och tre småorter.

### Tätorter
- Bergby
- Norrsundet

### Småorter
- Axmar by
- Berg och Sjökalla
- Hagsta